# مقياس تورينو

يوضح هذا الرسم البياني الطريقة التي يجمع بها مقياس تورينو بين احتمالية اصطدام الجرم (إمكانية اصطدامه بالأرض مستقبلاً) وبين حجمه (أو بعبارة أخرى مقدار الضرر الذي يمكن أن يسبّبه). تظهر احتمالات الاصطدام في الأسفل، أما على اليسار فيظهر قطر الجرم بالكيلومتر.

مقياس تورينو (بالإنجليزية: Torino scale)‏ هي وسيلة لتصنيف مدى خطر الأجرام القريبة من الأرض (NEOs) - مثل الكويكبات والمذنبات - ومدى إمكانية اصطدامها مستقبلاً بالكرة الأرضية. في أساس الأمر، اخترع هذا المقياس ليكون طريقة تواصل بين علماء الفلك وعامة الناس، حيث أنَّه يساعد الأشخاص غير المتخصِّصين على أخذ فكرة سهلة عن مدى جديَّة خطر الأجرام الفضائية على الأرض، حيث يجمع هذا المقياس بين إحصاءات لاحتمالات الاصطدام وبين حجم الضرر المعروف الذي يمكن أن تسبّبه الأجرام - حسب حجمها - ليضع منها تقييماً للتهديد الذي يشكّله الجرم. يقدّم مقياس بالميرو التقني لخطر الاسطدام وسيلةً شبيهة لتقييم خطورة الأجرام الفضائية، لكنَّه أكثر تعقيداً إلى حد جيّد.
يعتمد المقياس على أرقامٍ من 0 إلى 10. يشير رقم 0 إلى أنَّ احتمالية اصطدام الجرم بالأرض تافهة جداً بحيث أنَّها لا تستحق الاهتمام تقريباً، أو أنه صغير جداً بحيث أنَّ عبوره لغلاف الأرض الجوي سيفتّته إلى أشلاء صغيرة. أما رقم 10 فهو الأسوأ، حيث يشير إلى أنَّ الاصطدام بالأرض محتوم، وأنَّه سيسبِّب كارثة عالمية على الكوكب. يلعب حجم الكويكب واحتمال صطدامه بالأرض - كلاهما معاً - دوراً في هذا التقييم. رغم ذلك، لا يعبأ مقياس تورينو إلا بالاصطدامات التي يمكن أن تحدث خلال 100 سنة من الآن، أما إذا كان اصطدام الجرم أبعد منذ ذلك فإنَّه لن يحظى بتقييم. تاريخياً، لم يسبق وأن حظي أي جرم (منذ اختراع مقياس تورينو) بتقييمٍ أعلى من 4، كما أنه وفي هذه اللحظة، لا يوجد أي جرمٍ تقييمه أعلى من 0، حيث أنَّ الحسابات اللاحقة لاحتماليات الاصطدام أدت إلى إزالة جميع الأجرام التي ظن الفلكيون عند بداية اكتشافها أنها خطرة.

## نظام مقياس تورينو
يستعمل مقياس تورينو - إضافةً إلى الأرقام - رموزاً لونيَّة لتعريف خطر كل جرم، هذه الألوان (مرتَّبة من أفضل سيناريو إلى الأسوأ) هي: أبيض، أخضر، أصفر، برتقالي، أحمر. ولكل لون معنى خاص به.
| لا خطر (أبيض)                | لا خطر (أبيض) |
| ---------------------------- | --- |
| 0.                           | احتمالية الاصطدام المستقبلي هي 0، أو أنها تافهة جداً بحيث أنها واقعياً 0. أو أن الجرم صغير جداً - كنيزك مثلاً - بحيث أنَّه سيتدمر أثناء عبوره الغلاف الجوي، ولن يسبب ضرراً يذكر. |
| عادي (أخضر)                  | |
| 1.                           | اكتشاف روتيني لجسمٍ جديد يفترض أنه سيمرُّ قريباً من الأرض، لكنه لا يمثل أي تهديدٍ غير اعتيادي. تظهر الحسابات الحالية أن احتمالية الاصطدام مستبعدة إلى أقصى الحدود، بحيث أنه لا يستحق جذب انتباه عامة الناس أو الإعلام. من الراجح جداً أن الأرصاد المستقبليَّة ستؤدي إلى إعادة الجرم للمستوى 0.                                                                |
| جدير بانتباه الفلكيين (أصفر) | |
| 2.                           | اكتشاف جديد غير واضح، يمكن أن يكون محض اكتشاف روتيني بعد الأرصاد الأكثر دقة، بحيث أنه محض جرم يدنو من الأرض إلى حد قريبٍ نوعاً ما لكنه ليس شديد الاستثنائية. إن هذا الجرم يستحق اهتمام علماء الفلك لكن ما من حاجة لإقلاق عامة الناس، حيث أنَّ إمكانية حدوث اصطدام حقيقي مستبعدة جداً. من الراجح جداً أن الأرصاد المستقبليَّة ستؤدي إلى إعادة الجرم للمستوى 0. |
| 3.                           | اقتراب شديد، يستحق اهتمام علماء الفلك. تعطي الحسابات الحالية إمكانية 1% أو أكثر لوقوع اصطدام مؤهَّل لإحداث أضرار محلية كبيرة على منطقة من الأرض. مع ذلك، من الراجح أن الأرصاد المستقبليَّة ستؤدي إلى إعادة الجرم للمستوى 0. يستحق اهتماماً إعلامياً وانتباهاً من عامة الناس فقط في حال كان اصطدامه المحتمل بعد 10 سنوات أو أقل                               |
| 4.                           | اقتراب شديد، يستحق اهتمام علماء الفلك. تعطي الحسابات الحالية إمكانية 1% أو أكثر لوقوع اصطدام مؤهَّل لإحداث دمار إقليمي على منطقة من الأرض. مع ذلك، من الراجح أن الأرصاد المستقبليَّة ستؤدي إلى إعادة الجرم للمستوى 0. يستحق اهتماماً إعلامياً وانتباهاً من عامة الناس فقط في حال كان اصطدامه المحتمل بعد 10 سنوات أو أقل                                     |
| تهديد (برتقالي)              | |
| 5.                           | اقتراب شديد وجدي يمكن - لكن ليس من المؤكد بعد - أن يسبّب دماراً إقليمياً. يستحق اهتماماً شديداً من علماء الفلك لتحديد إمكانية الاصطدام بصورةٍ حاسمة. لو كان الاقتراب بعد 10 سنوات أو أقل، قد يكون من الضروري بدء تخطيط حكومي للتعامل مع حالة طوارئ. |
| 6.                           | اقتراب شديد من جرمٍ ضخم يمكن - لكن ليس من المؤكد بعد - أن يشكّل تهديداً بإحداث كارثة عالمية. يستحق اهتماماً شديداً من علماء الفلك لتحديد إمكانية الاصطدام بصورةٍ حاسمة. لو كان الاقتراب بعد 10 سنوات أو أقل، قد يكون من الضروري بدء تخطيط حكومي للتعامل مع حالة طوارئ.                                                                                      |
| 7.                           | اقتراب شديد جداً من جرمٍ ضخم يمكن - إن كان سيحدث خلال هذا القرن - أن يشكل تهديداً غير مسبوق (رغم أنه ليس مؤكداً بعد) بإحداث كارثة عالمية. لو كان التهديد خلال القرن الحالي، قد يكون من الضروري بدء تخطيط دولي للتعامل مع حالة طوارئ، وخصوصاً ليتم - بصورة حاسمة - تحديد ما إذا كان الاصطدام سيقع أم لا.                                                    |
| اصطدام مؤكَّد (أحمر)           | |
| 8.                           | الاصطدام مؤكَّد، ومؤهَّل لإحداث أضرار محلية فادحة إذا وقع على اليابسة، أو موجات تسونامي على ما يحتمل إذا وقع في البحر. تحدث مثل هذه الاصطدامات بالمتوسّط مرة كل 50 سنة إلى بضعة آلافٍ من السنين. |
| 9.                           | الاصطدام مؤكَّد، ومؤهَّل لإحداث دمار إقليمي إذا وقع على اليابسة، أو موجات تسونامي عملاقة إذا وقع في البحر. تحدث مثل هذه الاصطدامات بالمتوسّط مرة كل 10,000 إلى 100,000 سنة. |
| 10.                          | الاصطدام مؤكَّد، ومؤهَّل لإحداث كارثة مناخية عالمية يمكن أن تدمّر الحضارة كما نعرفها، سواء أوقع على اليابسة أم المحيط. تحدث مثل هذه الاصطدامات بالمتوسّط مرة كل 100,000 على الأكثر. |